# Tarancón
Tarancón est une commune d'Espagne, dans la province de Cuenca, communauté autonome de Castille-La Manche. Elle se situe à mi-chemin entre Cuenca et Madrid (80 km environ). La commune a 15 841 habitants et s'étend sur un peu plus de 106 km2. Tarancón est la deuxième ville en nombre d'habitants pour cette province et s'affirme par son importance commerciale.

## Démographie
| 1991   | 1996   | 2001   | 2004   | 2011   |
| ------ | ------ | ------ | ------ | ------ |
| 10 988 | 11 304 | 11 786 | 12 696 | 15 841 |

## Administration

### Alcades
| Période                                  | Période  | Identité | Étiquette | Qualité |
| ---------------------------------------- | -------- | --- | --------- | ------- |
| 1979                                     | 1983     | Antonio Domínguez Gallego                                                                                    | UCD       |         |
| 1983                                     | 1985     | José García Barrios > Manuel Moya Olmedo son substitut, faisant fonction pendant les 3 mois de la transition | PSOE      |         |
| 1985                                     | 1987     | Jose Miguel Ruíz Parra                                                                                       |           |         |
| 1987                                     | 1995     | Juan Manuel López García                                                                                     | PP        |         |
| 1995                                     | 1999     | Antonio Domínguez Gallego                                                                                    | PP        |         |
| 1999                                     | 2011     | Raul Amores Pérez                                                                                            | PSOE      |         |
| 2011                                     | 2015     | María Jesús Bonilla                                                                                          | PP        |         |
| 2015                                     | En cours | José Manuel López Carrizo                                                                                    | PP        |         |
| Les données manquantes sont à compléter. |          | |           |         |

## Curiosités
Tarancón a un patrimoine artistique d'intérêt. Il faut noter l'église Nuestra Señora de la Asunción, l'église San Francisco, le sanctuaire de la Vírgen de Riánsares, le palais des Parada, le palais du duc de Riánsares et quelques chapelles d'ermitages telles que San Juan, San Isidro, San Roque et Santa Quiteria.

## Manifestations particulières
La Semaine sainte de Tarancón est célèbre pour les manifestations importantes qui s'y déroulent : processions et représentations de La Passion.

## Personnes célèbres
- Agustín Fernando Muñoz y Sánchez, époux morganatique de la reine Marie-Christine de Bourbon au XIXe siècle, et par ce biais, premier duc de Riansares de l'histoire.
- Luisa Sigea, poétesse, auteur de « Canto a Cintra ».
- Melchor Cano (1509-1560), théologien important de l'École de Salamanque, qui participa au Concile de Trente, auteur des « Lieux Théologiques ».
- Au XXe siècle :
  - la famille Rius, de grand renom littéraire et artistique, dont Luis Rius Azcoita et Luis Rius Zunón ;
  - le peintre Emiliano Lozano ;
  - l'archiviste diocésain Dimas Pérez ;
  - le chercheur Félix Manuel Martínez Fronce ;
  - les généraux Domínguez, Castell et Villaescusa ;
  - le professeur Morcillo Rubio ;
  - Nino Bravo, chanteur (1944-1973).